# 36e armée (Russie)
Pour les articles homonymes, voir 36e armée.
La 36e armée est une grande unité soviétique qui monta la garde en Transbaïkalie face aux Japonais, de 1941 à 1945, puis a participé à l'offensive soviétique de Mandchourie en août 1945.
En 1976, la 36e armée combinée (en russe 36-я общевойсковая армия, en abrégé 36 ОА) a été recréée au sein de l'Armée de terre soviétique, affectée de nouveau à la Transbaïkalie jusqu'en 1989. Reconstitué en 1997 dans l'Armée de terre russe en Sibérie orientale, elle fait actuellement partie du district militaire est.

## Armée soviétique

### Seconde Guerre mondiale
Face à la menace japonaise présente au Mandchoukouo, la 36e armée soviétique est constituée en juillet 1941 dans le district militaire de Transbaïkalie à partir du 12e corps de fusiliers, incluant les 65e (en), 93e (en), 94e (en) et 114e divisions de fusiliers (en), ainsi que les 31e et 32e régions fortifiées. La 36e ainsi que la 17e armée forment l'essentiel du front de Transbaïkalie en septembre 1941.
Pour l'offensive soviétique de Mandchourie en août 1945, l'armée comprend les 2e (ru) et 86e corps de fusiliers, ainsi que les 293e et 298e divisions de fusiliers, renforcés avec des unités de tanks, d'artillerie et de sapeurs prélevées en Europe centrale. L'offensive fut efficace et rapide : dès le 9 août l'armée franchi l'Argoun, avec une avance de 40 km en un jour. Hailar est encerclée dès le deuxième jour (elle tombe le 18). Le Grand Khingan est traversé, Zhalantun prise le 17, Qiqihar le 19. Après la capitulation de l'armée japonaise du Guandong, l'armée japonaise procède au désarmement des troupes japonaises.
La 36e armée revient en Sibérie dès l'automne 1945, avec son état-major à Tchita. Une partie des unités de l'armée sont dissoutes car les militaires sont massivement démobilisés en 1946. L'armée est dissoute en juillet 1948.

### Guerre froide
En avril 1968, les tensions entre l'Union des républiques socialistes soviétiques et la république populaire de Chine entraîne la recréation du 86e corps d'armée à Borzia en Transbaïkalie.
En juin 1976, le corps d'armée devient la nouvelle 36e armée combinée, avec la majorité de ses forces autour de Tchita. Son ordre de bataille dans les années 1980 est le suivant :
- État-major à Borzia
- 240e brigade de missiles antiaériens à Borzia
- 65e brigade de missiles à Nertchinsk
- 209e brigade d'artillerie à Tsougol (ru)
- 11e division de fusiliers motorisés de la Garde à Bezretchnaïa (ru) et à Miria (ru)
- 38e division de fusiliers motorisés de la Garde à Sretensk, Nertchinski Zavod, Oloviannaïa (en) et Docatoun (ru)
- 122e division de fusiliers motorisés de la Garde à Daouria (en)
- 11e région fortifiée à Docatoun
- 14e région fortifiée à Cherlovaïa Gora (en)
- 16e région fortifiée à Bilitoun (ru)
- 18e région fortifiée à Krasnokamensk
- 19e région fortifiée à Daouria

Les effectifs de l'armée sont de nouveau réduits en 1989, d'où sa transformation en 55e corps d'armée le 1er juin 1989.

## Armée russe
Les restes du 55e corps d'armée sont transférés à l'Armée de terre russe en 1992. La grande unité est renommée 36e armée combinée en 1997, avec état-major à Borzia. En 2009, ce dernier déménage à Oulan-Oudé.
Depuis la réforme de 2010, le district militaire de l'Est dispose de cinq grandes unités pour protéger la Sibérie orientale et l'Extrême-Orient russe : de l'ouest vers l'est, la 36e armée (à Oulan-Oudé, au sud du Baïkal), la 29e armée (à Tchita, en Transbaïkalie), la 35e armée (à Belogorsk, sur les rives de l'Amour), la 5e armée (à Oussouriïsk près de Vladivostok, au bord du Pacifique) et le 68e corps d'armée (à Ioujno-Sakhalinsk, sur Sakhaline).

### Composition
L'armée est composée des unités suivantes en 2018 :
- 75e brigade de commandement, à Sosnovy Bor et Oulan-Oudé ;
- 5e brigade de chars de la Garde Tatsinski (94 T-72B, 49 BMP-1, 6 BTR-80A, 3 BRM-3K Rys, 36 2S3 Akatsiya, 18 BM-21 Grad, 8 2S12 Sani, 12 9K331 Tor-M2U, 6 9K34/35 Strela-10, 6 ZSU-23-4 Shilka et 36 9K38 Igla)[3], à Oulan-Oudé ;
- 37e brigade de fusiliers motorisés de la Garde « cosaques du Don » Budapechtskaïa (120 BMP-2, 41 T-72B, 36 BTR-80, 4 BRDM-2, 36 2S3 Akatsiya, 18 2B17-1 Tornado-G, 12 2S12 Sani, 12 MT-12 Rapira, 12 9P149 Chtourm-S, 12 9A33 Osa, 6 9K34/35 Strela-10, 6 2S6M Tunguska et 27 9K38 Igla), à Kyakhta ;
- 30e brigade d'artillerie (8 BM-27 Ouragan, 36 2S1 Gvozdika, 6 MT-12 Rapira et 18 9P149 Chtourm-S), à Oulan-Oudé ;
- 35e brigade de missiles antiaériens de la Garde, à Oulan-Oudé ;
- 103e brigade de missiles (12 Iskander-M), à Oulan-Oudé ;
- 26e régiment de défense NBC (9 TOS-1 Buratino, 18 BMO-T avec RPO-A Chmel, véhicules de reconnaissance chimique, véhicules de décontamination et générateurs de fumée), au village d'Onokhoye ;
- 102e brigade de soutien logistique, à Sosnovy Bor[4].

### Commandants
- 1998 - 2000 : Lieutenant général Alexandre Petrovitch Kolmakov[5]
- 2000- 2003 : Lieutenant général Hakim Ismagilovitch Mirzazianov.
- 2003 - 2007 : Lieutenant général Vladimir Tchirkine
- 2007 - 2009 : Lieutenant général Vladimir Zaroudnitski
- 2009 - 2012 : Lieutenant général Vladimir Genrikhovitch Tsilko
- 2012 - 2013 : Lieutenant général Oleg Makarevitch
- 2013 - 2015 : Lieutenant général Mikhaïl Iourievitch Teplinski [6]
- 2015 – 2017 : Major général Dmitri Ivanovitch Kovalenko [7]
- 2017 –  2020 : Lieutenant général Mikhaïl Iakovlevitch Nossoulev
- 2020 : Lieutenant général Valery Nikolaïevitch Solodtchouk

### Invasion de l'Ukraine en 2022

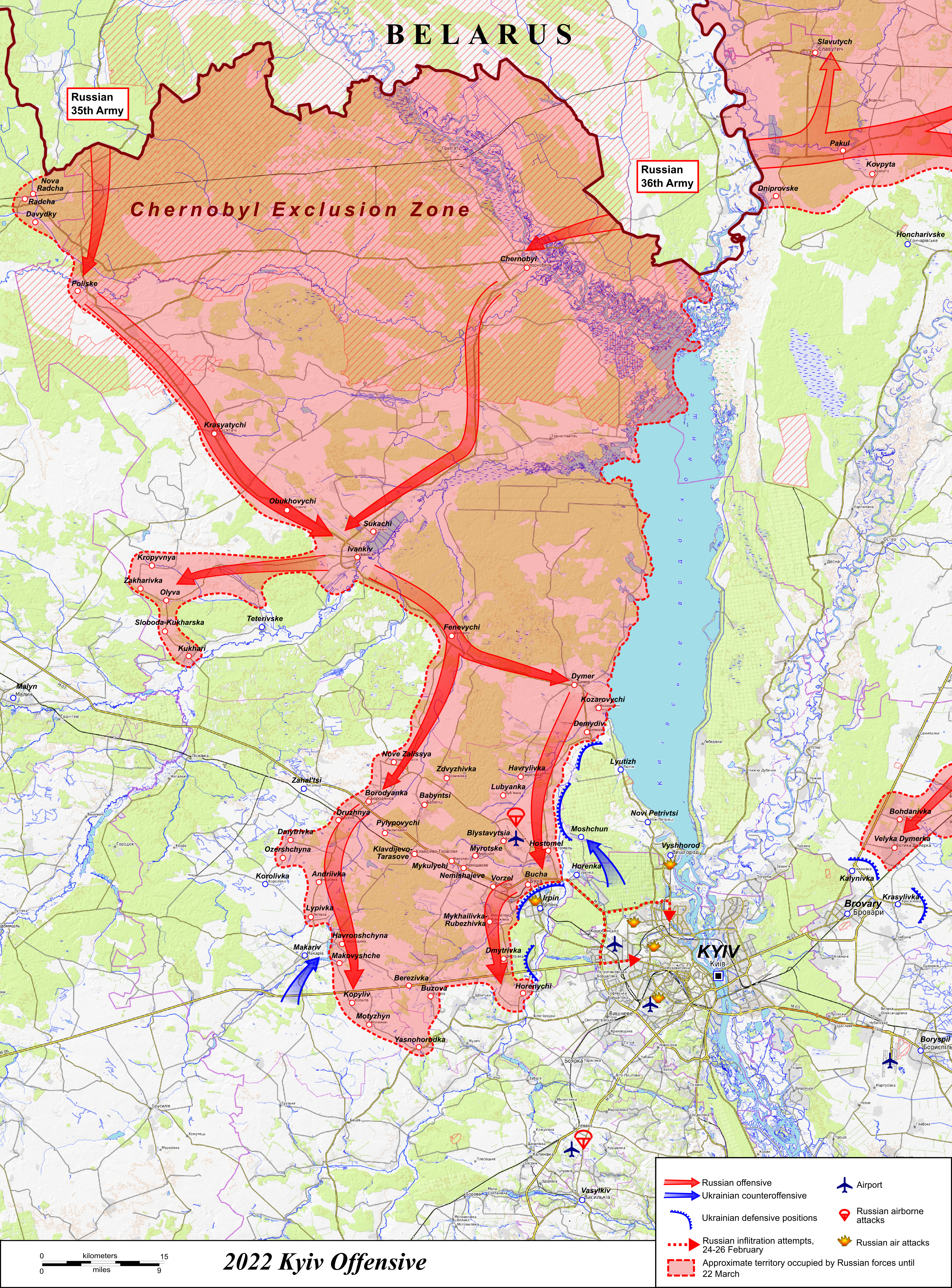
Avancée des forces russes du 24 février 2022- jusqu'à la mi-mars (la à l'ouest, VDV et à l'est).

Déployés pour les manœuvres Zapad-2021, environ sept groupes tactiques de bataillon (BTG) de la 36e armée sont identifiés en Biélorussie pendant l'hiver 2021-2022. Le 24 février 2022, premier jour de l'invasion de l'Ukraine par la Russie, les unités de pointe de la 36e armée pénètrent sur le territoire ukrainien, en roulant plein sud sur la rive droite du Dniepr, à l'ouest du réservoir de Kiev. La colonne russe passe donc à travers la zone d'exclusion de Tchernobyl, par la ville fantôme de Poliske, puis Krassiatytchi, Ivankiv et Borodianka.
À la mi-mars, deux BTG de la 5e brigade de tanks ainsi que deux BTG de la 37e brigade de fusiliers motorisés sont localisés près de Makariv, à l'ouest de Kyiv. Un bataillon de la 37e brigade est accusé d'avoir commis des crimes de guerre sur des civils à la fin mars, le service de renseignements du ministère ukrainien de la Défense publiant même la liste des 709 membres de ce BTG.
Au 31 mars, les unités de la 36e armée évacuent Gorénichi (uk), Buzova (uk) et Makariv, battant en retraite jusqu'en Biélorussie au tout début d'avril, deux BTG des 37e et 5e brigades couvrant ses arrières. La frontière près de Prypiat est atteinte par les troupes ukrainiennes le 3 avril. Au 12 avril, la 36e armée est la dernière grande unité russe en territoire biélorusse, son état-major étant toujours à proximité de Retchytsa.